# メルキュールホテル札幌
メルキュール札幌（英: Mercure Sappporo）は、札幌市中央区にあるホテル。飲食店やサービスを中心とした店舗「レコルトサッポロ」（英: RECOLTE SAPPORO）を併設している。

## 概要
札幌の歓楽街・すすきのにあり、キャバレー「エンペラー」があった「アオキビル」跡地に三井不動産がデベロッパーとなり複合施設「札幌M-SQUARE」を建設した。低層階に「レコルトサッポロ」、上層階に札幌初となる外資系企業による直営ホテル「メルキュール札幌」がある。建物の外装はフランスのホテルブランド「メルキュールホテル」らしい「フレンチ・コンテンポラリー」を意識したデザインに加え、碁盤目状の札幌の街並みを表現するため格子模様の外観を採用している。2014年（平成26年）にジャパン・ホテル・リート投資法人が施設を取得した。

## 施設

### メルキュールホテル札幌
2013年（平成25年）4月1日から札幌市内のシティホテルでは初となる全室禁煙を実施している。
客室
- スタンダードクイーンルーム (21 m²)
- スタンダードツインルーム (25 m²)
- スタンダードハリウッドルーム (21 m²)
- スーペリアツインルーム (28 m²)
- デラックスツイン／ファミリールーム (42 m²)
- プリビレッジクイーンルーム (21 m²)
- プリビレッジツインルーム (25 m²)
- プリビレッジキングルーム (42 m²)
- プリビレッジスイート (53 m²)

レストラン・バー
- レストラン「ボルドー」
- バー「ル・セパージュ」

宴会・会議
- 中宴会場「パリ」 (205 m²)
  - エリーゼ (105 m²)
  - ルーブル (100 m²)
- 小宴会場「リヨン」 (50 m²)
- 小宴会場「ニース」 (45 m²)

ブライダル
- 1日1組限定ウェディング

### レコルトサッポロ
- 2F
  - 町のすし家 四季 花まる
  - すき焼 三光舎
  - Japanese Dining ダイゴ桜邸
  - リラクシア
  - LISBOA
- 1F
  - フィンチオブ アメージングダイナー
  - フラミンゴ
- B1F
  - 黒島 KURO・SHIMA
  - Beer Dining ドラド
  - Dining & Bar ジーナ
  - BRAVO!!! SECOND（ブラーボ!!! セコンド）

## アクセス
国道36号（月寒通）沿いに位置している。
- 札幌市営地下鉄
  - 東豊線豊水すすきの駅から徒歩約1分
  - 南北線すすきの駅から徒歩約3分
- 北海道旅客鉄道（JR北海道）札幌駅から車で約5分